# خوش‌خوان برازنده
خوش‌خوان برازنده (نام علمی: Euphonia elegantissima) نام یک گونه از سرده سهره‌های خوش‌خوان است.